# Maurice-Guillaume de Saxe-Zeitz
Maurice-Guillaume, né le 12 mars 1664 à Zeitz et mort le 15 novembre 1718 à Weida, est le second et dernier duc de Saxe-Zeitz, de 1681 à sa mort.

## Famille
Fils du duc Maurice de Saxe-Zeitz et de sa deuxième femme Dorothée-Marie de Saxe-Weimar, Maurice-Guillaume épouse le 25 juin 1689 à Potsdam Marie-Amélie de Brandebourg, fille de l'électeur Frédéric-Guillaume de Brandebourg. Ils ont cinq enfants :
- Frédéric-Guillaume (1690-1690) ;
- Dorothée-Wilhelmine (1691-1743), épouse en 1717 le landgrave Guillaume VIII de Hesse-Cassel ;
- Caroline-Amélie (1693-1694) ;
- Sophie-Charlotte (1695-1696) ;
- Frédéric-Auguste (1700-1710).

À sa mort, la lignée de Saxe-Zeitz n'est plus représentée que par des religieux : son frère Christian-Auguste (1666-1725) et son cousin Maurice-Adolphe (1702-1759). Par conséquent, le duché de Saxe-Zeitz est réintégré à la Saxe électorale.